# NGC 422
NGC 422 ist ein offener Sternhaufen in der Kleinen Magellanschen Wolke im Sternbild Tukan.
NGC 422 wurde am 21. September 1835 vom britischen Astronomen John Herschel auf der Kapsternwarte entdeckt.